# Рязань I
Ряза́нь I (Рязань-Перша, рос. Ряза́нь I) — пасажирсько-вантажна залізнична станція I класу Московської залізниці, на станції розташований один з двох головних вокзалів міста Рязані.
Розташовується на лінії Москва-Пасажирська-Казанська — Рязань I — Самара. Крім головного ходу, є одноколійна сполучна лінія на станцію Рязань II.

## Інфраструктура
На станції 3 пасажирські платформи, сполучених пішохідним мостом. Перша платформа, що починається біля будівлі вокзалу як берегова, далі переходить в острівну. Ця платформа висока, обслуговує 1-у колію і тупик. Низька 2-а платформа острівна, обслуговує 2-й і 3-й колії. Третя платформа на 4-й колії берегова, низька, вузька і коротка, використовується мало.
Історична будівля вокзалу було перебудовано наприкінці 1960-х.